# 중심정맥관
중심정맥관(中心靜脈管) 또는 중심정맥카테터(central venous catheter, CVC, central venous access catheter), C라인(central line, c-line, central venous line)은 큰 정맥에 삽입하는 카테터의 일종으로, 정맥접근의 한 형태이다. 중증 질환을 앓고 있거나 장기간의 지속적인 정맥주사 치료를 필요로 하는 환자들에서는 더 구경이 큰 카테터를 몸의 중앙에 위치한 큰 정맥에 삽입해야 하는 경우가 있다. 이러한 카테터들은 목의 정맥인 속목정맥, 가슴의 정맥인 빗장밑정맥이나 겨드랑정맥, 넓적다리의 정맥인 넙다리정맥 등으로 주로 넣는다. 한편 팔의 정맥으로 넣는 경우 말초삽입 중심정맥관(PICC)이라고도 한다.
중심정맥관은 경구 투여하는 것이 불가능하거나, 크기가 작은 말초정맥으로 투여 시 정맥을 손상시킬 수 있는 약물이나 수액을 투여하는 경우, 특히 중심정맥 산소포화도 측정과 같은 혈액 검사를 시행하는 경우, 다량의 수액 소생술을 시행하기 위해 수액이나 혈액제제를 투여하는 경우, 중심정맥압을 측정하는 경우 등에 사용된다. 사용되는 카테터는 보통 그 길이가 15~30cm이며, 실리콘이나 폴리우레탄으로 만들어져 있고 카테터의 관은 한 개인 것과 여러 개인 것 모두가 있다.

## 의학적 사용
1. 국소마취제가 들어간 주사기
2. 메스 (스캘펄)
3. 초음파 유도를 위한 무균 젤
4. 정맥의 역류를 탐지하기 위한, 생리식염수가 들어간 주사기 (사진의 바늘은 18G이다.)
5. 가이드와이어
6. 조직 확장기
7. 유치카테터 (사진 바늘은 16G이다.)
8. 파스너(fastener)와 수술용 실
9. 드레싱

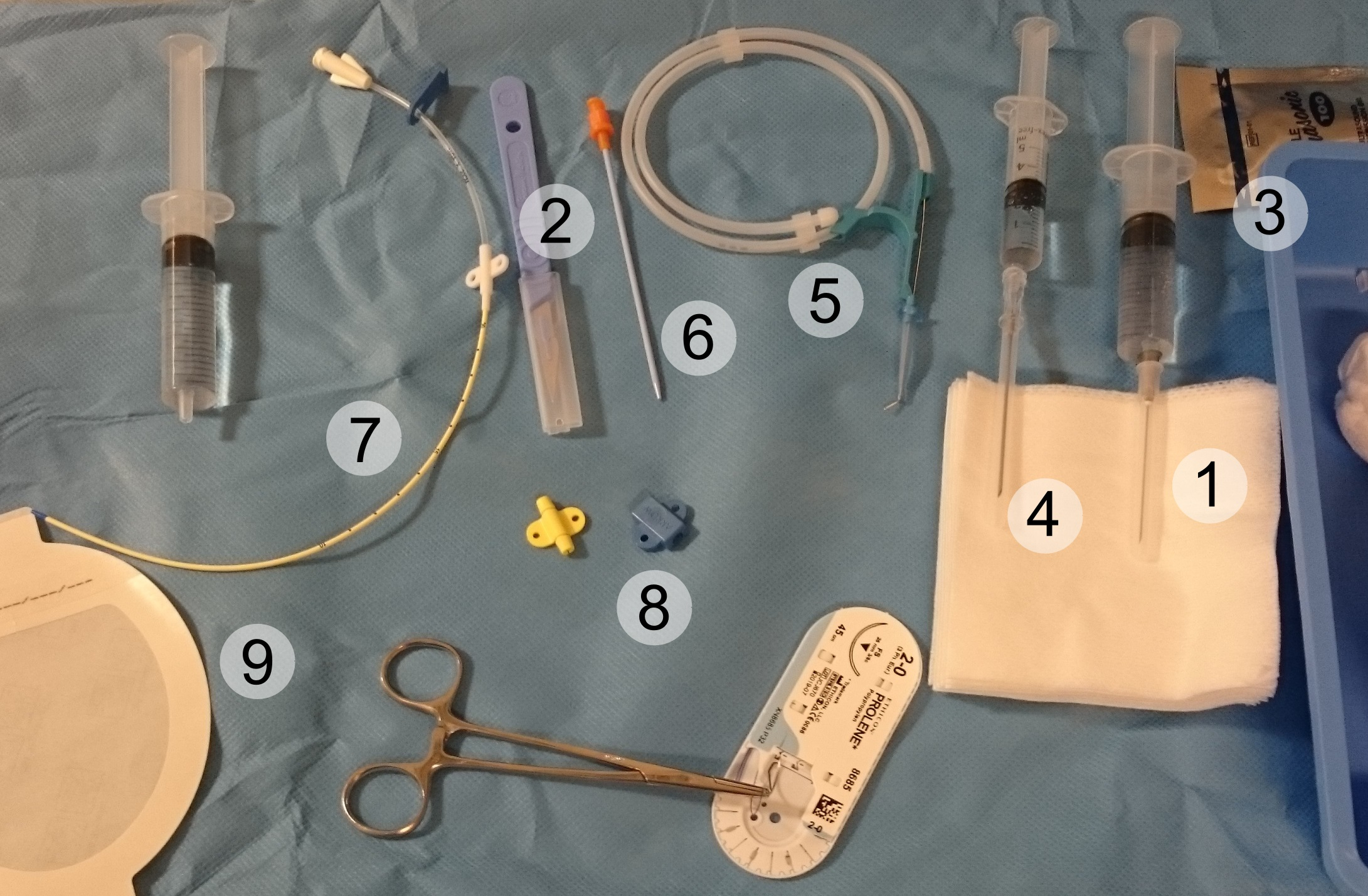
일반적으로 중심정맥관을 삽입하는 데 사용되는 장비:

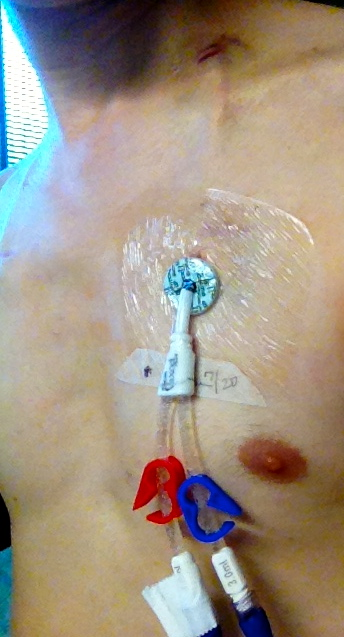
환자의 왼쪽에 삽입된 인공투석용 이중관 카테터. 목에 남은 흔적을 통해 왼쪽 속목정맥으로 카테터가 들어갔다는 것을 알 수 있다.

다음은 중심정맥관을 사용하는 주된 적응증이다.
1. 말초정맥으로 접근하기 어려운 경우 - 비만이 있거나 앞서 이미 캐뉼라 등을 삽입하여 정맥에 흉터가 남은 상태인 환자, 혹은 불안증을 보여 말초정맥의 카테터를 유지하기 어려운 환자 등에서 대안으로 중심정맥관을 삽입할 수 있다.
2. 특정 약물이나 수액을 투여해야 하는 경우 - 혈압상승제(노르에피네프린, 바소프레신, 페닐에프린 등), 화학요법 약제, 고장성 수액 등은 말초정맥을 손상시킬 수 있어 종종 중심정맥관을 이용해야 한다. 한편 다공(multi-lumen) 카테터를 통해 여러 가지 약물들을 동시에 빠르게 투여할 수 있다.
3. 장기간의 정맥주사 치료 - 수 일 이상의 긴 시간 동안 약물을 투여해야 하는 경우나 정주 항생제를 사용하는 경우 중심정맥관으로 투여할 수 있다.
4. 특수한 치료 - 인공투석, 혈장분리교환술, 경정맥 심박동조율, 침습적 혈류역학적 변화 모니터링(폐동맥카테터 삽입 등)을 하기 위해서는 중심정맥관을 삽입하여야 한다.

중심정맥관 사용의 절대적인 금기증은 없다. 상대적인 금기증에는 응고병증, 카테터를 삽입하고자 하는 부위의 외상이나 국소 감염, 근위부 혈관의 손상이 의심되는 경우 등이 있다. 그러나 금기증과 별개로 중심정맥관 삽입과 관련된 여러 위험과 합병증도 존재한다.

## 합병증
중심정맥관 삽입은 여러 가지 합병증의 원인이 될 수 있으나, 사용하여 얻을 수 있는 이득은 이러한 합병증들의 발생 위험보다 크다.

### 기흉
기흉의 발생률은 빗장밑정맥이 폐 첨부에 가까이 위치하므로, 빗장밑정맥으로 카테터 삽입 시에 가장 높다. 속목정맥으로 삽입하는 경우 초음파 유도와 함께 시행하여 기흉의 발생률을 최소화할 수 있다. 숙련된 임상의에서 기흉의 발생률은 1.5~3.1%로 알려져 있다. 여러 의료 기관에서는 중심정맥관 삽입 시 합병증을 줄이기 위해 초음파를 루틴으로 사용하도록 권장한다.
기흉이 의심된다면 입위(upright, 바로 선 자세) 흉부 X선을 촬영해야 한다. 바로 선 자세에서 흉부 X선을 촬영하면 자유 공기(free air)가 폐의 첨부로 뜨면서 X선으로 보기 쉬워져 입위 촬영이 선호된다. 그러나 중환자실에 입원한 환자와 같이 아주 위독한 환자에서는 입위 X선 촬영이 불가능할 수 있다. 앙와위(바로 누운 자세)로 촬영한 X선 사진의 25~50%는 기흉을 발견하는 데에 실패한다고 알려져 있다. 대신 입위 촬영이 불가능할 정도로 위독한 환자에서는 병상 옆에서 바로 시행할 수 있는 초음파가 보다 좋은 영상 기법이 된다.

### 혈관 천공
카테터로 인한 혈관 천공은 주의해야 할 합병증이며 자칫 생명을 위협할 수도 있는 합병증이다. 그러나 다행히도 혈관 천공 발생률은 극히 드물며, 특히 초음파 유도 하에 카테터를 삽입하는 경우에는 더욱 적다. 속목정맥으로 중심정맥관을 삽입할 때 목동맥으로 잘못 관을 넣는 사고가 합병증으로 발생할 수 있다. 초음파 유도법을 이용하는 경우 그 발생률은 1% 정도지만, 해부학적 접근법에서는 0.5~11% 정도이다. 실수로 목동맥에 카테터를 삽입하여 동맥으로 카테터가 들어간 경우, 카테터를 바로 제거하는 것은 치명적일 수 있으므로 카테터를 그대로 둔 채 혈관외과 의사를 불러야 한다.

### 카테터 관련 혈류 감염
모든 카테터는 세균을 혈액 내로 들일 수 있는 위험이 있다. 혈액 내로 세균이 들어오면 최대 25%에서 치명적인 심각한 감염의 원인이 될 수 있다. 중심정맥관 관련 혈류 감염(CLABSI)의 심각성은 최근 들어 더욱 강조되고 있다. CLABSI는 큰 이환율과 사망률을 보이며 공중 보건에 드는 비용을 증가시킨다.
미생물이 중심정맥관을 통해 혈류로 들어갈 수 있는 방법은 다양하다. 드물게는 수액 자체가 오염되어 미생물이 들어오는 경우가 있다. 또한 카테터의 허브와 같은 지점에서 카테터 내강으로 들어오기도 한다. 그러나 대부분의 미생물이 카테터를 통해 혈류로 들어오는 방법은 카테터를 따라 피하조직을 통과하여 정맥으로 진입하는 것이다. 또한 혈액 내로 일단 들어온 세균이 카테터 표면에 달라붙어 카테터를 감염의 중심점으로 삼을 수 있다.
중심정맥관 감염이 의심되는 경우 혈액 배양 검사를 카테터와 신체의 다른 정맥에서 모두 실시한다. 중심정맥관에서 얻은 배양 표본에서 세균이 다른 정맥에서 얻은 표본보다 훨씬 빨리 (2시간보다 빨리) 성장하는 경우 중심정맥관의 감염 가능성을 시사한다. 정량적 혈액 배양 검사는 더욱 높은 정확성을 가지나 널리 이용 가능한 방법은 아니다.
카테터 관련 혈류 감염이 있는 것으로 의심된다면 거의 항상 항생제를 즉시 투여한다. 그러나 항생제 투여는 혈액 배양 표본을 얻은 뒤에 투여해야 하는데, 이는 항생제로 인해 원인 병원체를 알아낼 수 없게 되기 때문이다. 카테터 관련 혈류 감염의 가장 흔한 원인 병원체는 표피포도상구균(Staphylococcus epidermidis)과 같은 응고효소 음성 포도상구균(CoNS)이다. 황색포도상구균(S. aureus) 균혈증을 일으키는 카테터 감염이 발생할 시 카테터를 제거하고 항생제를 투여해야 한다. 항생제 투여 없이 카테터를 제거하기만 할 경우 38%의 환자에서 심내막염이 발생할 수 있다. 한편 몇몇 근거에 따르면 암 환자에서 장기간 중심정맥관 삽입 전에 항생제를 투여하는 것은 이득이 없으며 그러한 관행은 그람 양성균의 카테터 관련 감염을 예방하지 못할 수 있다. 그러나 감염의 위험이 큰 장기간 중심정맥관 삽입이 필요한 환자들, 가령 화학요법이나 기저질환으로 인해 호중구감소증이 있는 암 환자들은  항생제와 헤파린이 포함된 용액으로 카테터를 세척하여 감염 위험을 줄일 수 있다.
임상진료지침상 미국 질병통제예방센터(CDC)는 중심정맥관 제거 시 루틴으로 배양을 시행하는 것은 권장하지 않는다. 진료지침에서는 중심정맥관 감염을 예방하기 위한 다른 여러 권장 사항도 명시하고 있다.
감염을 예방하기 위해 카테터 삽입 부위는 철저히 청결을 유지해야 한다. 세척을 위해 종종 포비돈-아이오딘이 사용되나, 클로르헥시딘이 아이오딘보다 두 배 정도 효과적인 것으로 알려져 있다. 한편 루틴하게 카테터를 교체해 주는 것은 감염 예방에는 차이를 만들지 못한다. CDC는 중심정맥관의 감염 위험을 낮추기 위해 여러 가지 권장사항을 명시하고 있는데, 이는 다음과 같다.
- 감염 예방의 측면에서 비터널형 카테터를 포함한 카테터를 삽입할 때 가장 선호되는 부위는 빗장밑정맥이며, 가능하면 넙다리정맥은 보통 피해야 한다.
- 터널형 카테터 삽입 부위에 대한 명확한 권장사항은 없다.
- 포트가 최소로 존재하는 카테터를 선택하는 것이 감염 예방이라는 목표 달성에 필수적이다.
- 중심정맥관 삽입 시 의사는 소독된 장갑을 착용한다.
- 중심정맥관 삽입 시 환자의 전신에 소독된 천을 덮어줘야 하며 모자, 마스크, 장갑을 모두 착용한다.
- 카테터 삽입 부위는 감염 여부를 평가하기 위해 항상 시각적으로, 그리고 (드레싱을 통한) 촉진을 통해 모니터링해야 한다.
- 그러나 혈관내 카테터의 드레싱을 교체할 때는 살균되지 않은 청결한 장갑을 사용하는 것이 허용된다.
- 클로르헥시딘과 포비돈-아이오딘은 모두 피부 소독용으로 사용할 수 있으나 클로르헥시딘 쪽이 더 선호된다.
- 단기간 중심정맥관 삽입 시에는 투명 필름 드레싱의 경우 드레싱을 최소한 7일에 한 번씩, 거즈 드레싱은 2일에 한 번씩은 교체해 주어야 한다.
- 장기간의 매립형이나 터널형 카테터 사용 시 드레싱이 더러워졌거나 헐거워지지 않았다면 1주일에 1번만 교체한다.
- 중심정맥관의 루틴한 제거와 교체는 권장되지 않는다. 중심정맥관이 더 이상 필요하지 않다면 바로 제거해야 하나, 가이드와이어를 이용하든 새로운 부위에 삽입하든 중심정맥관을 제거했다가 교체하는 것은 감염 예방에 이득이 없다.
- 약제가 들어간 드레싱 상품을 통해 카테터 관련 혈류 감염의 위험을 감소시킬 수 있다.[17]
- 중심정맥관 드레싱을 교체하는 주기가 길어지면 감염의 위험이 높아지는지 낮아지는지에 대한 확실한 결론은 내려지지 않았다.[18]
- 피부 소독제로 피부를 세척하는지 여부가 카테터 관련 혈류 감염의 발생률을 줄여주는지는 불명확하다.[19]

### 폐쇄

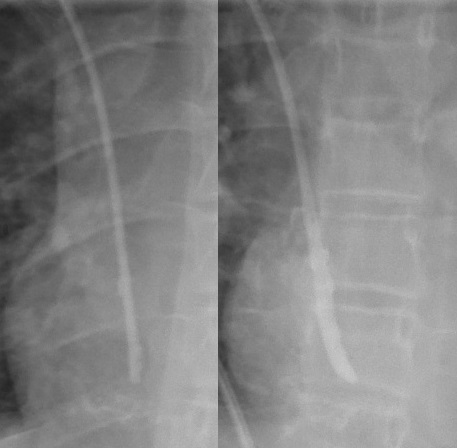
혈전증의 한 형태는 카테터 주변에 피브린 피막(sheath)이 만들어지는 것으로, 카테터 폐쇄의 가장 흔한 원인 중 하나이다. 방사선조영제는 카테터 주변에 모이므로 조영제 투여 전후 간접적으로 피브린 피막을 관찰할 수 있다.

간혹 카테터가 꼬이거나 카테터로 혈액이 역류하는 경우, 혹은 침전물을 형성하는 불용성 물질 투여 시 정맥카테터가 막힐 수 있다. 그러나 중심정맥관이 막히는 가장 흔한 원인은 혈전증으로, 전체 카테터 삽입의 25%에서 발생한다.
중심정맥관은 상지 말단의 심부정맥혈전증 등 혈전의 형성을 일으키는 위험 인자이다. 혈전의 위험이 생기는 이유는 카테터를 삽입하는 동안 정맥에 손상이 가해지면서 혈액응고에 관여하는 물질들이 활성화되기 때문이라고 생각된다. 암은 그 자체로도 혈전 형성의 위험 인자이므로, 암 환자에서 혈전의 위험이 더 높아진다. 중심정맥관을 꽂고 있는 암 환자의 2/3 가량이 카테터 관련 혈전증의 소견을 보인다. 그러나 이러한 카테터 관련 혈전증의 95% 이상, 즉 대부분의 경우는 발견되지 않는다. 증상이 있는 대다수의 경우는 넙다리정맥 카테터(3.4%)나 말초삽입 중심정맥관(3%)에서 관찰된다. 헤파린이나 폰다파리눅스 같은 항응고제는 혈전 발생률을 줄일 수 있다고 알려져 있는데, 특히 중심정맥관을 꽂고 있는 암 환자의 심부정맥혈전증을 감소시킨다. 또한 암에 걸리지 않은 환자에서 단기간으로 중심정맥관을 삽입할 때, 빗장밑정맥으로 삽입하는 것이 넙다리정맥보다 혈전이 덜 발생한다.
침전물 형성과 같이 비혈전성 폐쇄가 일어난 경우 카테터를 다시 열어 주기 위해 묽은 산을 사용할 수 있다. 0.1N 염산 용액이 흔히 사용된다. 완전 비경구 영양(TPN)이나 프로포폴 같이 다량의 지질을 포함하는 주입액도 시간이 지나면 카테터를 막기 쉽다. 이러한 경우 소량의 70% 에탄올을 주입하여 카테터를 다시 열리게 할 수 있다.

### 잘못된 위치
환자의 해부학적 구조가 정상과 다르거나, 외상 또는 과거의 수술로 인해 삽입이 어려운 경우 중심정맥관을 잘못된 위치에 삽입할 가능성이 높아진다.
중심정맥관을 삽입 중 목에서는 목동맥이나 척추동맥, 사타구니에서는 온넙다리동맥 등의 동맥에 잘못 삽입할 수 있다. 이러한 실수는 동맥의 압력이 정맥보다 높다는 사실을 이용하여, 카테터의 압력을 보여주는 특수한 관을 사용해 빠르게 확인해야 한다. 또한 혈액 표본의 산도 (pH), 산소 농도 (pO2), 이산화탄소 (pCO2) 농도가 동맥의 특징 (높은 pH와 pO2, 낮은 pCO2)을 보이는지, 아니면 정맥의 특징 (낮은 pH와 pO2, 높은 pCO2)을 보이는지 확인할 수도 있다.
빗장밑정맥으로 중심정맥관을 삽입할 때, 실수로 위대정맥이 아닌 같은 쪽 속목정맥으로 카테터를 잘못 밀어넣을 수 있다. 이러한 사고의 가능성을 배제하기 위해 삽입 직후 흉부 X선을 촬영한다. 카테터 끝이 위대정맥이 아닌 반대쪽 빗장밑정맥으로 잘못 향하기도 한다.

### 정맥의 공기색전증
정맥순환으로 공기가 들어갈 경우 정맥에 공기색전증이 발생할 수 있다. 공기색전증은 중심정맥관 삽입에 있어 드문 합병증이지만 일단 발생하면 생명을 위협할 수 있다. 공기의 부피와 유입 속도는 공기 색전이 환자에게 미치는 영향을 결정한다. 몇 초 만에 최소 200~300mL의 공기가 들어온다면 환자에게 치명적일 수 있다. 급성 색전성 뇌졸중 (열려 있는 타원구멍을 통해 공기가 지나가며 발생), 폐부종, 심장성 쇼크로 이어질 수 있는 급성 우심부전 (우심실에 공기가 포착되며 발생) 등이 공기색전증으로 인해 발생 가능하다.
정맥 공기색전증의 증상이나 소견은 잘 나타나지 않을 수 있다. 증상이 있는 경우 가장 흔한 증상은 갑자기 발생하는 호흡곤란과 기침이다. 증상이 심한 경우 환자가 빠르게 저혈압에 빠지면서 심장성 쇼크로 인한 의식수준 변화가 발생한다. 급성 뇌졸중의 증상이 생기기도 한다 심장의 심방이나 심실에 포착된 공기를 눈으로 확인하기 위해 심초음파를 시행할 수 있다. 대량의 공기색전증이 의심되는 경우 주사기를 카테터 캡에 붙이고 당겨 공기를 순환계로부터 제거할 수 있다. 또한 우심실에 포착된 공기를 덜어 주기 위해 좌측 측와위 (옆으로 누운 자세)로 환자를 눕힐 수 있다.

### 카테터 관련 혈전증
카테터 관련 혈전증(catheter-related thrombosis, CRT)은 장기간의 중심정맥관 사용과 관련하여 혈전이 생기는 것이다. 상지 말단에서 가장 자주 발생하며 폐색전증, 혈전후 증후군, 혈관 손상 등의 추가적인 합병증으로 이어지기도 한다. 통증, 압통, 종창, 부종, 국소적인 열감, 홍반, 주변 영역에서의 곁순환 발달 등이 증상으로 나타난다. 그러나 대부분의 카테터 관련 혈전증은 무증상이며, 이전 카테터 감염력이 있는 경우 카테터 관련 혈전증의 위험이 증가한다. 루틴한 카테터 세척이 카테터 관련 혈전증 예방에 도움이 될 수 있다. 카테터가 막혔을 때 그 원인이 혈전이나 피브린 침전이라면 혈전용해제를 쓸 수 있다. 카테터 폐쇄의 원인이 혈전이라면 항응고제 치료의 적응증이 된다. 헤파린 식염수 세척이 중심정맥관의 개방성을 유지하고 막힘을 예방하는 데에 일반적인 생리식염수 세척보다 효과가 좋은지에 대해서는 근거가 불충분하다.

## 삽입 방법
중심정맥관 삽입 전에 먼저 환자의 관련 검사 결과와 적응증을 다시 확인하여, 시술로 인한 위험과 합병증을 최소화하기 위한 평가를 진행한다. 그 다음으로 삽입하고자 하는 부위의 피부를 깨끗이 한다. 필요한 경우 국소마취제를 사용한다. 정맥의 위치는 해부학적 랜드마크를 통해 확인하거나 초음파 기기로 확인한다. 바늘을 피가 나올 때까지 피부로 찔러 넣는다. 혈액의 색깔과 나오는 속도를 통해 동맥혈과 정맥혈을 구분하고, 실수로 동맥을 찌른 게 아닌지 구분할 수 있다. 북아메리카와 유럽에서는 해부학적 랜드마크를 이용하는 경우가 줄고, 중심정맥관을 삽입하는 데에 초음파를 최적표준으로 삼고 있다. 최근의 근거에서는 빗장밑정맥 카테터 삽입 시 초음파 유도를 이용하면 부작용을 줄일 수 있다고 보고한다.
그 후 셀딩에르 기법을 통해 중심정맥관을 삽입한다. 우선 바늘을 통해 가이드와이어(안내선)를 넣은 후 바늘을 제거한다. 이때 통로를 넓히기 위해 조직 확장기를 가이드와이어를 통해 삽입할 수 있다. 그 후 중심정맥관을 가이드와이어를 통해 삽입하고 가이드와이어는 제거한다. 중심정맥관의 모든 도관이 정맥 안에 올바르게 들어갔는지 확인하기 위해 식염수나 헤파린을 이용하여 혈류를 확인할 수 있다. 삽입술 후에 위대정맥 안에 중심정맥관이 잘 들어갔는지 확인하고, 실수로 기흉이 발생하지 않았는지 확인하기 위해 흉부 X선을 실시할 수 있다. 전후방 (AP) X선에서 기관갈림 높이보다 29~55mm 아래에 위치한 경우 잘 위치한 것으로 간주할 수 있다. 삽입 후에는 그 부위에 드레싱을 실시하여 감염을 막는다.

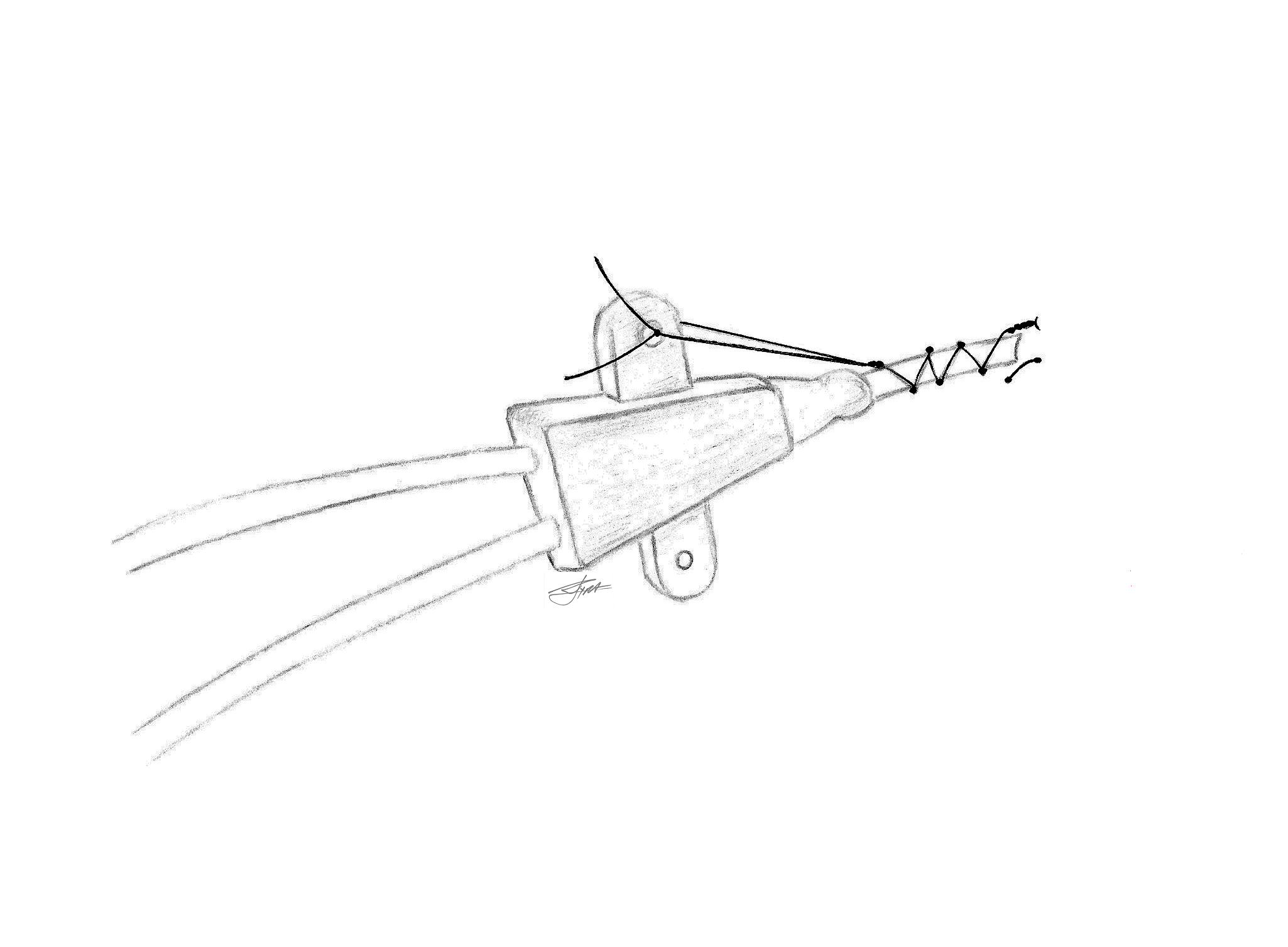
중심정맥관 삽입 후 봉합까지 마친 모습
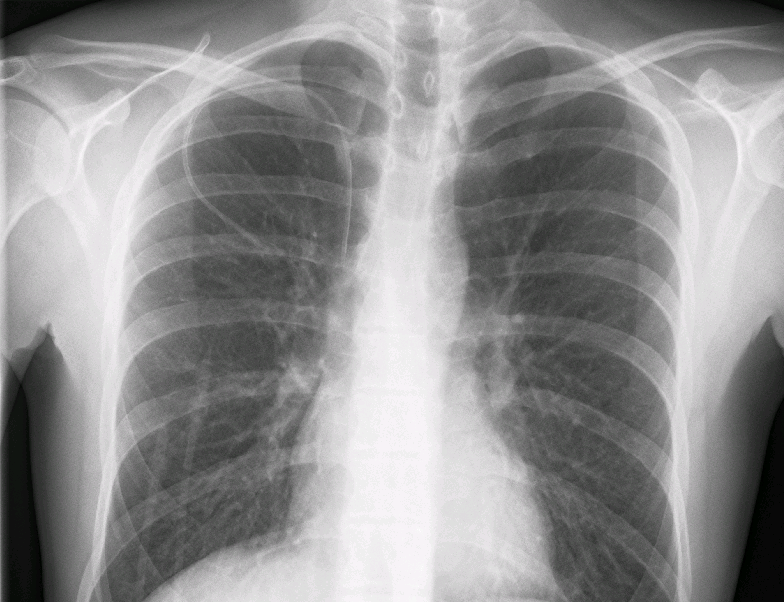
오른쪽 빗장밑정맥에 들어간 중심정맥관
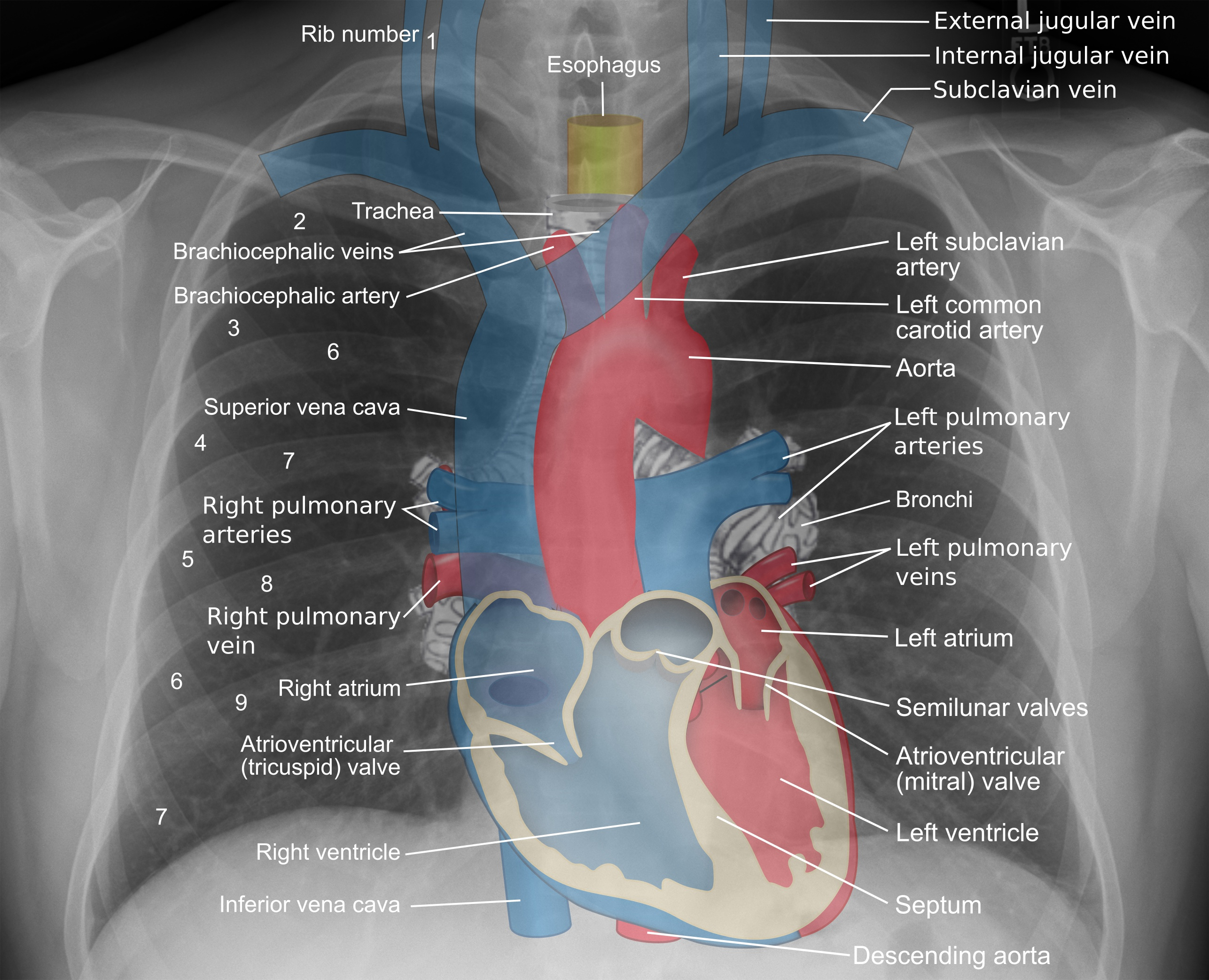
흉부 X선상에서 위대정맥을 포함한 구조들이 그려진 모습